# Коммуникация между растениями
Коммуникация между растениями объединяет все виды «общения» между растениями и большим количеством других организмов, таких как почвенные микроорганизмы, «общение» с другими растениями (того же или другого вида), животными, насекомыми, и грибами. Растения осуществляют коммуникацию посредством целого ряда летучих органических веществ (ЛОВ), подразделяющихся на четыре большие категории, каждая из которых является продуктом определенных химических реакций: 
- производные жирных кислот;
- производные фенилпропаноидов/полициклических ароматических углеводородов;
- производные аминокислот;
- терпеноиды.

Из-за физических и химических ограничений большинство ЛОВ имеют низкую молекулярную массу (< 300 Да), являются гидрофобными, и имеют высокое давление пара, что позволяет им попадать в окружающую среду. Реакция организмов на растения, испускающие ЛОВ, варьируется от привлечения хищником определенного травоядного животного для уменьшения механических повреждений, наносимых растению, до обеспечения мер химической защиты соседних растений до того, как они подвергнутся воздействию.Кроме того, выделяющиеся ЛОВ варьируются от растения к растению, так, например, Венерина мухоловка может испускать ЛОВ, специально нацеленные на привлечение голодной жертвы. Как правило, такие ЛОВ вызывают устойчивость к травоядным у соседних растений, хотя для растения, испускающего ЛОВ и помогающего соседям, явной выгоды нет. По существу, обладают ли соседние растения способностью «слышать сообщения» или это какой-то неизвестный побочный эффект, до сих пор остается предметом многочисленных научных дискуссий.

## Терпеноиды

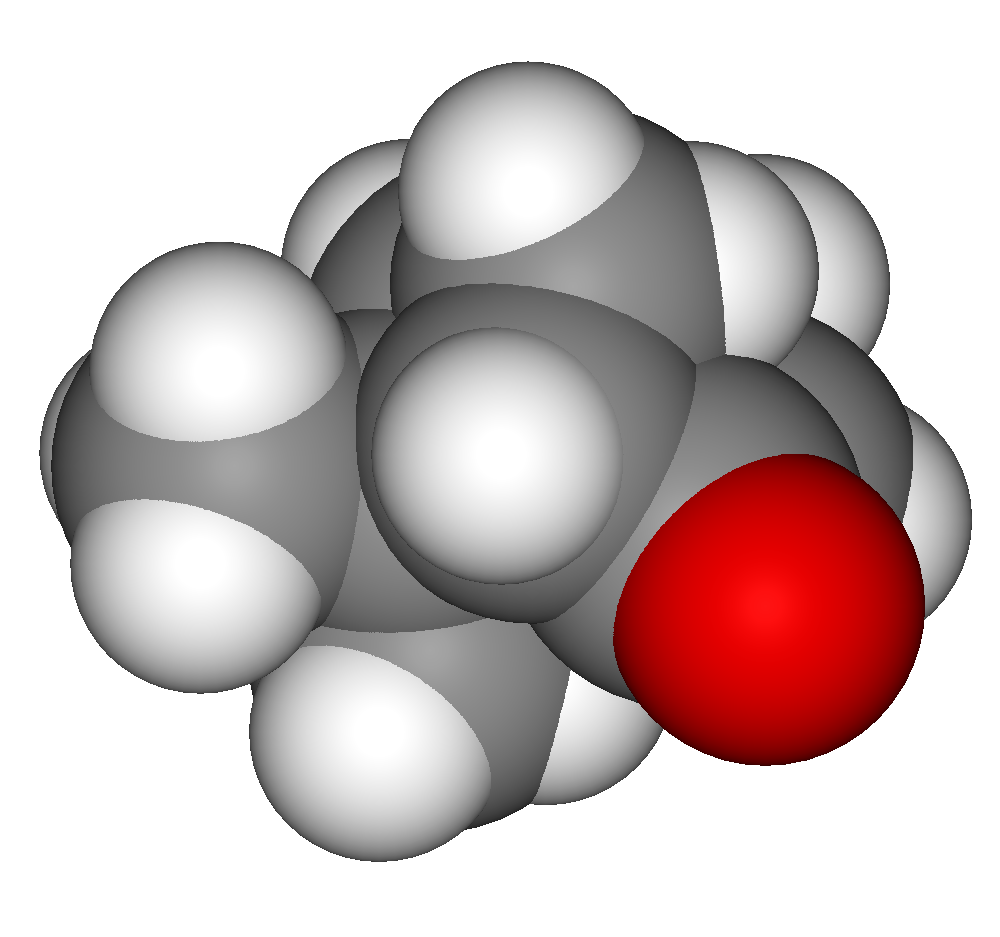
Терпеноид вербенон —это растительный феромон, подающий сигнал насекомым, что дерево заражено жуками.

Терпеноиды способствуют обеспечению коммуникации между растениями и насекомыми, млекопитающими, грибами, микроорганизмами и другими растениями. Для различных насекомых терпеноиды могут выступать в качестве как аттрактантов, так и в качестве репеллентов. Например, большой сосновый лубоед (Tomicus piniperda) привлекается некоторыми монотерпеновыми углеводородами ( (+/-)-альфа пинен , (+)-3-карен и терпинолен) которые вырабатывает сосна обыкновенная (Pinus sylvestris), при этом другие действуют на него как репеллент (такие как вербенон).
Терпеноиды – это большое семейство биологических молекул с более чем 22 000 связями. Терпеноиды сходны с терпенами по своему углеродному скелету , но в отличие от терпенов содержат функциональные группы. Структура терпеноидов описывается  биогенетическим изопреновым правилом, согласно которому терпеноиды могут состоять из изопреноидов – субъединиц, расположенных либо регулярно, либо нерегулярно. Биосинтез терпеноидов протекает через стадию образования  метилэритритолфосфата  (MEP) и мевалоновой кислоты (MVA) , оба пути включают в качестве ключевых факторов изопентенилдифосфат  (IPP) и диметилаллилдифосфат (DMAPP). При метилэритритолфосфатном пути  вырабатываются гемперпены , монотерпены , дитерпены, и летучие производные каротиноидов , а в при мевалонатном пути вырабатываются сесквитерпены.